# Morte de Bóris III da Bulgária

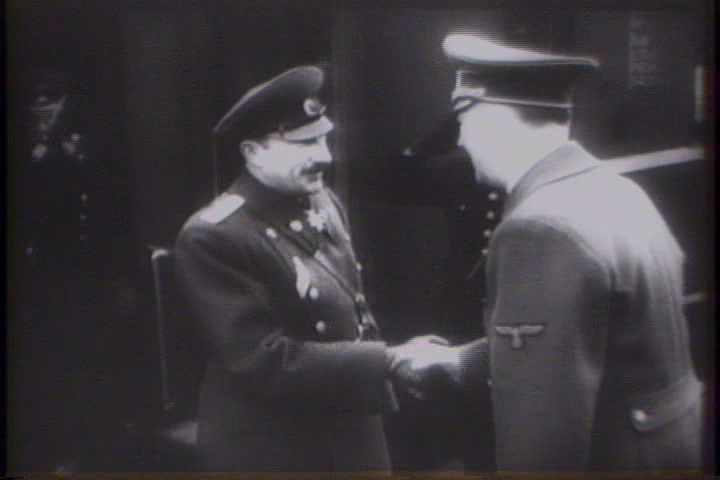
O último trunfo de Hitler para salvar a Alemanha da derrota e a Grã-Bretanha e os EUA para não entrar na Europa.

O Morte de Bóris III da Bulgária vai além da dimensão da morte violenta de um chefe de Estado por causa de seu contexto - a saída diplomática da Segunda Guerra Mundial depois que a saída militar ficou clara. 
O ano de 1943 foi decisivo para o resultado da Segunda Guerra Mundial. Em janeiro, os aliados do Atlântico, como resultado da Conferência de Casablanca, anunciaram o que esperavam - uma rendição incondicional das forças do Eixo e uma punição punitiva dos líderes Hitler e Mussolini. Em 30 de janeiro, o Marechal de Campo e o Cérebro da Operação Barbarossa foram capturados em Stalingrado. A Itália se retira da Frente Oriental.
Uma guerra total foi declarada no Discurso de Sportpalast em 18 de fevereiro. Nos dias 7 e 10 de abril, Mussolini sugeriu contra Hitler que Hitler deveria buscar uma paz separatista com a União Soviética, sentindo incerteza sobre a Itália e a possibilidade de um desembarque anglo-americano na Europa. Hitler rejeitou a proposta, aparentemente confiando em seu último trunfo militar - Operação Cidadela. 
Após o início da Batalha de Kursk, a Invasão aliada da Sicília começou e, em 12 de julho, o avanço alemão em Kursk parou. O Comintern foi dissolvido em 10 de julho com o início do desembarque. Em 22 de julho, Wilhelm Canaris está em Sofia.  Em 25 de julho, Mussolini foi preso. A Itália inicia negociações para a paz separatista com anglo-americanos, apesar da lealdade declarada de Pietro Badoglio à Alemanha.
Em 9 de agosto, o ministro do plenipotenciário alemão em Sofia Adolf Beckerle atende a uma audiência de emergência a pedido do rei. Envia um convite especial de Adolf Hitler para visitar Wolfsschanze. Nos dias 14 e 15 de agosto, Bóris III e Hitler têm dois encontros com quatro olhos. O rei volta a um clima maravilhoso em Sofia e durante o período de 17 a 22 de agosto, ele está de férias em Rila, subindo o pico de Musala e há inúmeras reuniões. Em 23 de agosto, antes de viajar para Sofia para uma reunião na Embaixada Soviética, ele sofreu fortes dores no peito. À noite, ele desmaia e até sua morte chegar várias vezes brevemente consciente. 
Toda a documentação búlgara sobre e ao redor da morte do czar foi tomada no final da guerra em Moscou como um troféu militar. No entanto, alguns documentos importantes sobrevivem nos arquivos búlgaros. Um relatório da polícia secreta de 6 de setembro de 1943 afirmou que o MI6 foi responsável pela morte de Bóris III, e o provável objetivo foi impedir as possíveis negociações de paz que levaram ao Tratado de Brest-Litovski durante a Primeira Guerra Mundial. 
Com raiva, Hitler quebra um vaso na parede e culpa o envenenamento do rei búlgaro Mafalda de Saboia (1902-1944).  Em outubro de 1943, a União Soviética aderiu à Declaração de Moscou ao que era desejado em Casablanca pelos aliados do Atlântico. Isso abre o caminho para a Conferência de Teerã.